# Le Ban-Saint-Martin
 Le Ban-Saint-Martin  es una población y comuna francesa, en la región de Lorena, departamento de Mosela, en el distrito de Metz-Campagne y cantón de Woippy.

## Demografía
| 2954 | 3624 | 3815 | 3733 | 4066 | 4293 |
| Para los censos de 1962 a 1999 la población legal corresponde a la población sin duplicidades (Fuente: INSEE [Consultar]) |      |      |      |      |      |

Forma parte de la aglomeración urbana de Metz.